# Recycler
Recycler je desáté studiové album americké rockové skupiny ZZ Top. Jeho nahrávání probíhalo během roku 1989 ve studiu Memphis Sound Productions v Memphisu ve státě Tennessee. Produkce se jako tradičně ujal Bill Ham a roli zvukového inženýra obstaral Terry Manning. Autorem obalu alba je Barry E. Jackson. Album vyšlo v říjnu 1990 u vydavatelství Warner Bros. Records. V žebříčku Billboard 200 se umístilo na šestém a v UK Albums Chart na osmém místě.

## Seznam skladeb
Autory všech skladeb jsou Billy Gibbons, Dusty Hill a Frank Beard.
| Pořadí | Název                    | Délka |
| ------ | ------------------------ | ----- |
| 1.     | Concrete and Steel       | 3:45  |
| 2.     | Lovething                | 3:20  |
| 3.     | Penthouse Eyes           | 3:49  |
| 4.     | Tell It                  | 4:39  |
| 5.     | My Head's in Mississippi | 4:25  |
| 6.     | Decision or Collision    | 3:59  |
| 7.     | Give it Up               | 3:24  |
| 8.     | 2000 Blues               | 4:37  |
| 9.     | Burger Man               | 3:18  |
| 10.    | Doubleback               | 3:53  |

## Obsazení
- Billy Gibbons – kytara, zpěv
- Dusty Hill – baskytara, klávesy, zpěv
- Frank Beard – bicí, perkuse